# Strongygaster brasiliensis
Strongygaster brasiliensis là một loài ruồi trong họ Tachinidae.